# 箕作氏兔銀鮫
箕作氏兔銀鮫（学名：Hydrolagus mitsukurii），又名黑翅沙、鼠魚，为短鼻銀鮫科兔銀鮫屬下的一个种。于1904年由大衛·斯塔爾·喬丹和約翰·奧特貝恩·斯奈德描述。该物种在中国、日本、朝鲜半岛、菲律宾、台湾岛等地均有分布。